# Zikmund Jan Myslík z Hyršova

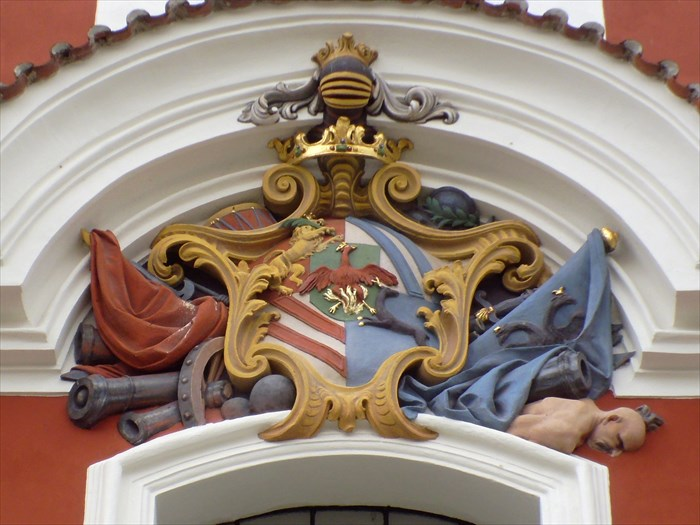
Osobní erb Zikmunda Myslíka z Hyršova

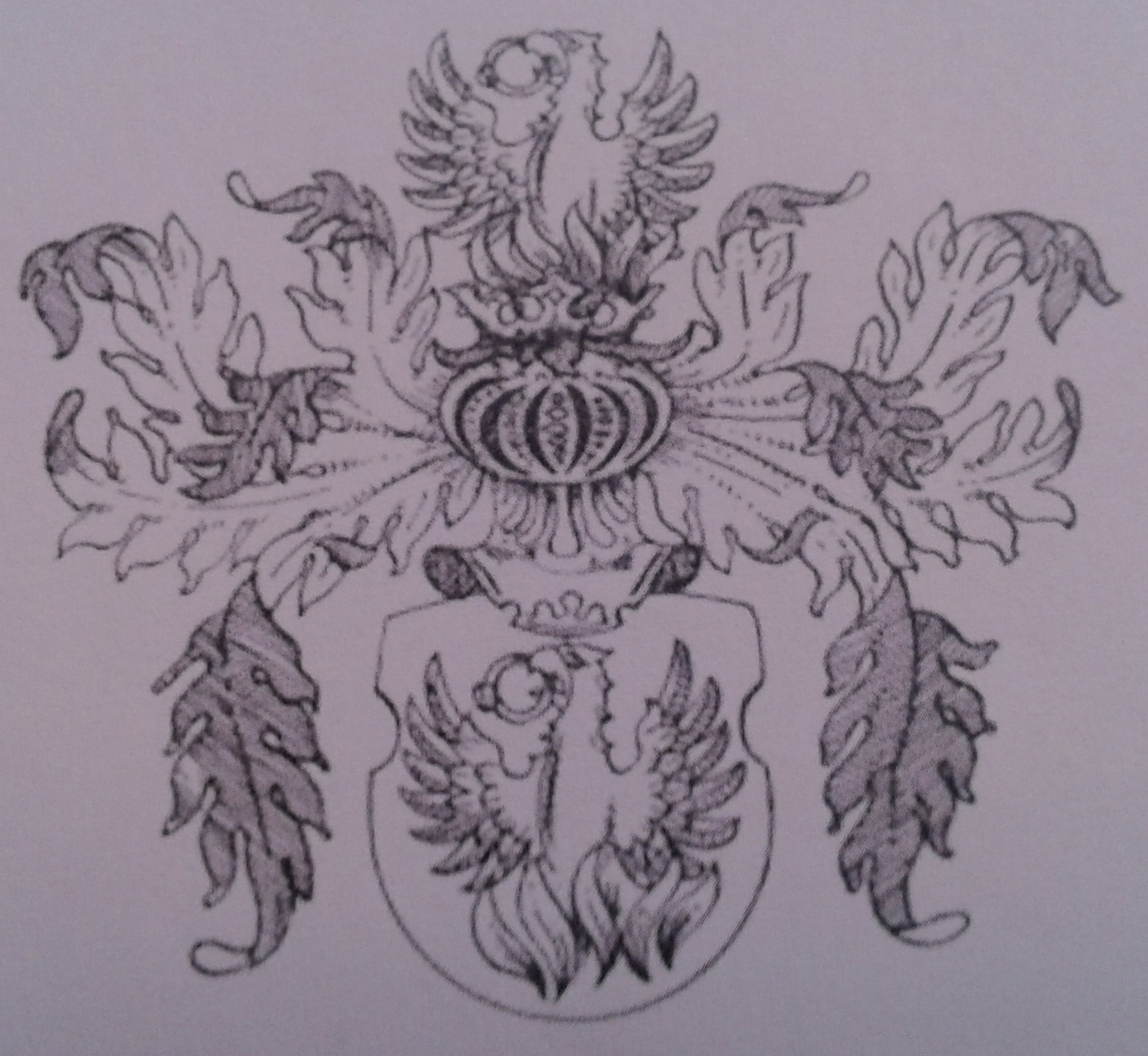
Erb Myslíků z Hyršova

Zikmund Jan Myslík z Hyršova (zřejmě roku 1606 v Praze – 3. listopadu 1666 v Pacově, pohřben tamtéž v chrámu sv. archanděla Michaela) byl český šlechtic původně rytíř z Hyršova na Radíči a Košířích a významný císařský vojevůdce z rodu Myslíků z Hyršova. Byl plukovníkem, roku 1645 povýšen do hodnosti generála a téhož roku i na „feldmaršálalajtnanta“ – tedy na polního podmaršálka císařské armády, s níž se účastnil aktivně bojů třicetileté války. Vedle toho je znám i jako velký vzdělanec a diplomat. Roku 1639 byl za své zásluhy povýšen do panského stavu (stal se svobodným pánem z Hyršova).
Jeho jméno bylo a je v zahraničí komoleno, proto se můžeme setkat s jeho jménem v podobě „Misling“ atp.

## Život
Zikmund Jan Myslík z Hyršova pocházel z někdejší patricijské rodiny z Prahy. Šlechtický erb a přídomek udělil rodu v roce 1530 již císař a král Ferdinand I. Habsburský.
Jeho pradědem byl Adam Myslík z Hyršova (1520–1581), měšťan Nového Města pražského, rada při purkrabském soudu v Praze, roku 1553 povýšený do rytířského stavu.
Zikmund Jan se narodil roku 1606 jako třetí syn rytíře Adama III. ml. Myslíka z Hyršova (z radíčské větve) jenž za ženu pojal vlastní sestřenici Kateřinu Myslíkovou z Hyršova (z košířské větve)a o jeho mládí víme jen málo. V této době se ale naučil německy, italsky a francouzsky, a to jak mluveným, tak psaným slovem, a brzy vstoupil i do armády.
V letech 1618–1620 se Myslíkové podíleli na českém stavovském povstání a z toho důvodu byl později Zikmundův otec Adam III. ml. odsouzen ke ztrátě čtvrtiny majetku, což pro rodinu znamenalo značnou ekonomickou újmu. Nicméně v srpnu 1626 císař a král Ferdinand II. Habsburský udělil rodině zvláštní milost, kdy 1000 kop míšeňských navrátil jeho synům Janu Břetislavovi, Joachymu, Melicharovi a Zikmundu Janovi Myslíkovým.
V letech 1625–1629 se Zikmund Jan Myslík účastnil válečných tažení do nepřátelského Dánska a v příštích letech bojoval se Švédy. Roku 1634 se tak zúčastnil známé bitvy u Nördlingenu a účastnil se také protiakcí při Banérově vpádu do Čech. Po bitvě u Wittstocku v září 1636 se Zikmund Jan s císařskou armádou stáhnul zpět do Čech. Roku 1638 byl jmenován nejvyšším plukovníkem (něm. „Obristem“, tedy hlavním velitelem) Starotrčkovského pluku kyrysníků. V ten čas (4. října 1639) byl povýšen i do stavu svobodných pánů (baronů).[zdroj⁠?!] V roce 1641 velel císařským oddílům, které pronásledovaly ustupující Banérovu armádu, se kterou se 27. března střetly v bitvě u Přísečnice. Účastnil se i řady dalších válečných operací, ale nakonec na přelomu 40. a 50 let (částečně kvůli intrikám) od armády odešel. Příčinou byl též souboj se synem velitele protistavovského vojska v dobách povstání Jindřichem Duval Dampierre. Dampierre se ve vojenském táboře ohradil proti Čechům, což Myslíka silně urazilo a tak Dampierre v následném souboji zabil.  Po svém odchodu z aktivní služby se věnoval se správě svého českému majetku, což bylo především panství s městem a opevněným zámkem Pacov, dům s pivovarem na náměstí v Táboře a malému statku Jeníčkova Lhota u Tábora.
V době třicetileté války, kdy pacovské panství roku 1643 od spřízněných Černínů z Chudenic koupil Zikmund Jan Myslík z Hyršova, městem často procházela vojska. Císařský generál Myslík tomu zamezil. Jako pán nebyl krutý, ani neměl spory s měšťany, a svým poddaným dokonce odpustil i dluhy. Jako katolík byl zastáncem protireformačních sil a blízkým přítelem kardinála Arnošta z Harrachu, který byl častým hostem na Pacově.

## Tři manželství
Zikmund Jan Myslík z Hyršova byl poprvé ženat s Annou Ježkovskou z Lub, o níž není téměř nic známo. Ví se jen to, že pocházela z nižší a z nijak bohaté šlechty, a že zemřela v mladém věku.
V roce 1639 se prvně ovdovělý Zikmund Jan ucházel o ruku Alžběty Johany (po domácku Elišky) Černínové z Chudenic, dcery zámožného pána Jana Černína z Chudenic. O ruku Alžběty Johany usiloval také Václav Hýzrle z Chodů, nakonec však byl úspěšný pan Myslík. Mladá Černínová jej sice zprvu odmítala, Zikmund Jan však měl mocného přímluvce – vrchního velitele císařské armády arcivévodu Leopolda Viléma Habsburského, jehož byl oblíbeným komorníkem, a jenž Janu Černínovi napsal o Myslíkovi pochvalný a přímluvný list. A tak se 17. ledna 1640 na radenínském zámku u Tábora konala svatba, které se zúčastnily mnohé význačné osobnosti tehdejší doby: kníže Václav Eusebius z Lobkovic, hrabě z Kounic, hraběnka z Vrtby ad. Manželství bylo dle dobových svědectví velmi šťastné a roku 1644 v něm přišla na svět, vedle předčasně zesnulého synka, i dcera Zuzana Františka Myslíková. Brzy poté (v prosinci 1645) však mladá matka umírá. Myslík byl ztrátou milované choti hrozně zasažen a strávil několik měsíců v ústraní. Vztah Myslíků s Černíny zůstal však nadále velmi úzký. Podíl na tom měla i matka Elišky Zuzana Černínová roz. z Harasova a její bratr Humprecht Jan Černín, kteří výrazně pomáhali malou Zuzrličku vychovávat. V dospělosti pak Zuzana (jméno po babičce) následovala svého mocného strýce do Vídně, kde se seznámila s italským šlechticem, s kterým posléze odešla do Itálie. Pro Zikmunda ovšem sňatek s Italem nebyl vhodný a tak jedinou dceru posléze vydědil. Po smrti Zuzany tak zůstávají posledními pokrevními potomky rodu Myslíků děti Zikmundovy sestřenice Kateřiny Reginy z Hyršova a Jakuba Hoffmanna. V roce 1653 drželi Hoffmannové z Hyršova deskový onšovský statek v Ouběnicích.

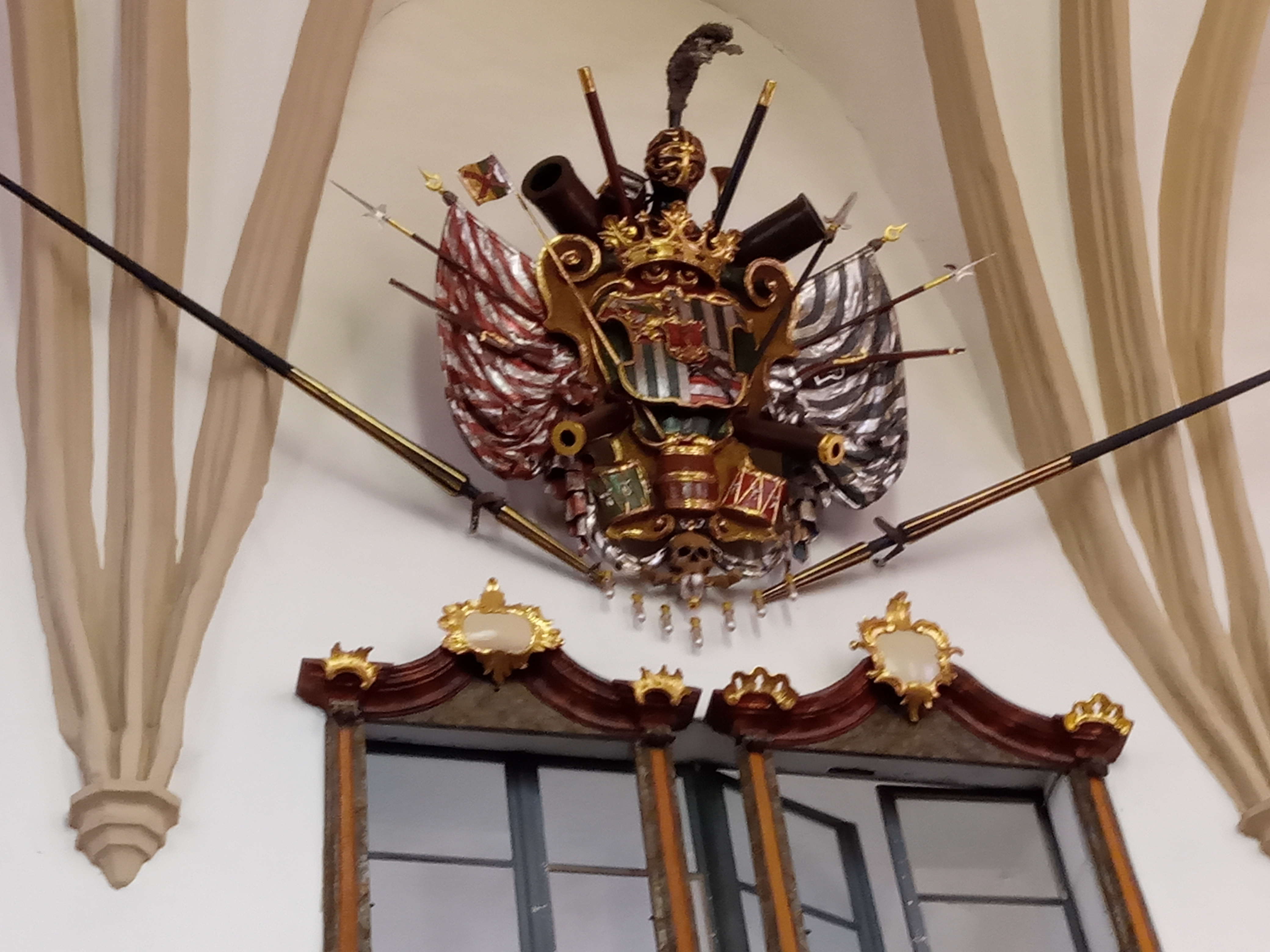
Osobní erb Zikmunda Myslíka z Hyršova v Pacovském chrámu

3. září 1651 se oženil ovdovělý Myslík tedy potřetí, když si vzal Johanu Eusebii Barboru říšskou hraběnku ze Žďáru (narozena po roce 1630, zemřela 1709), vnučku proslulého ultrakatolického politika Jaroslava Bořity říšského hraběte z Martinic († 1649) a dceru dvorského maršálka českého královského dvora Floriana Jetřicha říšského hraběte ze Žďáru (1598–1653). S ní měl minimálně dva synky, ale ti oba předčasně zemřeli. S chotí žil převážně v Pacově či v Praze, popř. ve Vídni. Tímto i předchozím svazkem se baron Myslík spříznil se společenskou a často i s majetkovou elitou české aristokracie (tj. s hrabaty Černínovými z Chudenic, hrabaty ze Žďáru a skrze ně s hrabaty z Martinic, s hrabaty ze Šternberka, s mocnými Slavaty z Chlumu a Košumberka, s hrabaty z Nostic, s moravsko-italskými hrabaty z Magni, s moravsko-španělským rodem baronů a hrabat z Ugarte, s hrabaty z Vrtby, ale i s německým knížecím domem Hohenzollernů, italským rodem knížat di Gonzagů či s knížaty a s hrabaty z Lobkovic atd.). 
Ve své poslední vůli odkázal baron Zikmund Jan Myslík manželce menší část svého majetku a především na ni delegoval dispozice k pacovskému panství, které měla nadále užívat a spravovat do svého skonu, poté však mělo panství připadnout církvi. Další malou část jeho jmění získala jeho jediná dcera baronesa Zuzana Františka (narozena 1644, zemřela po roce 1666 zřejmě v Itálii), provdaná markýza Ippoliti di Gazoldo. Tu se totiž otec rozhodnul, pro neshody a pro její výběr manžela, vydědit. Většinu majetku, díky této skutečnosti, a že neměl jiných dětí, odkázal zbožný baron Myslík pražským karmelitánům. Ovšem s tou podmínkou, že pacovské panství obdrží až po smrti jeho třetí choti – hraběnky ze Žďáru.

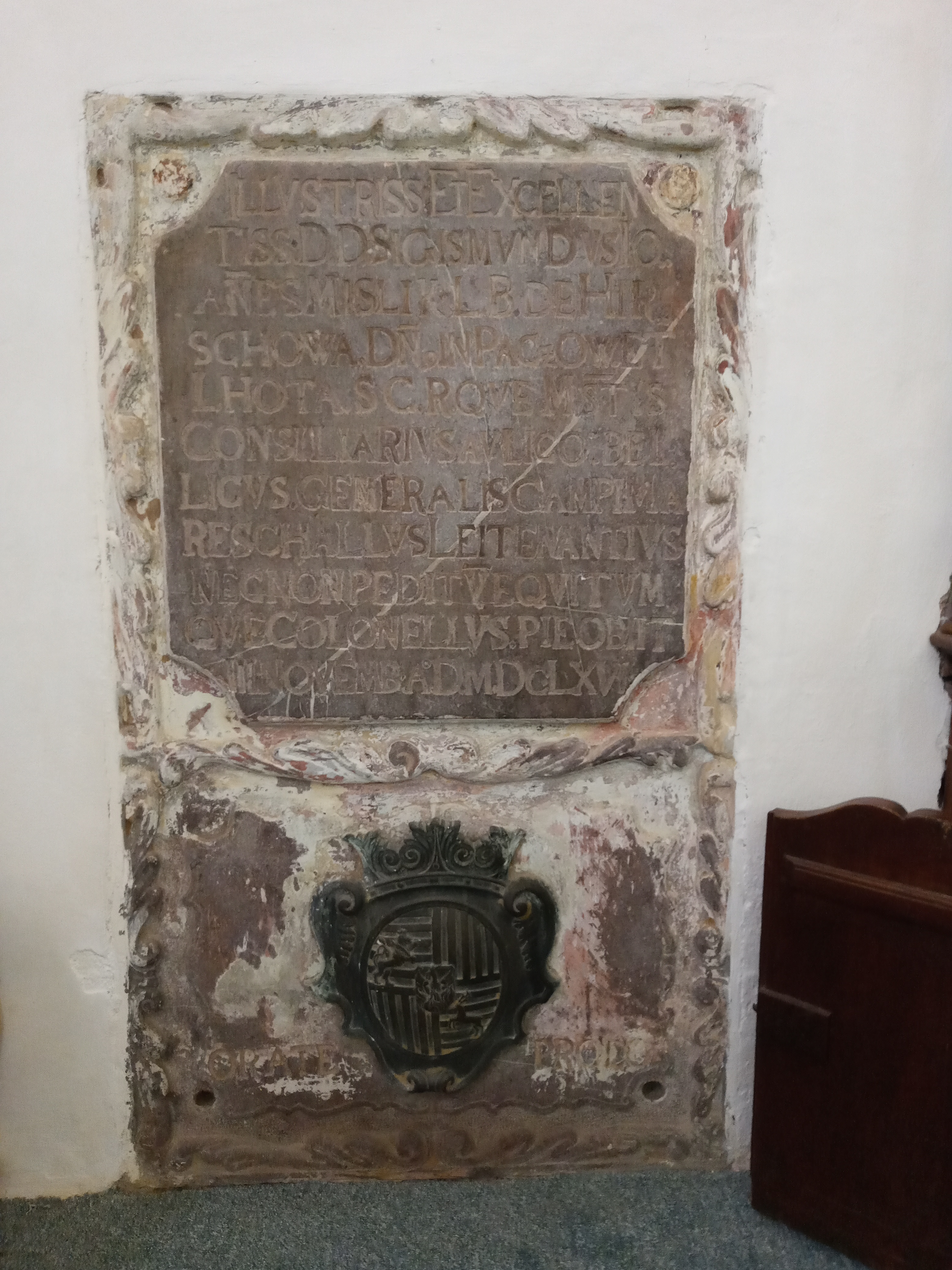
Náhrobní kámen Zikmunda Myslíka z Hyršova

Zikmund Jan Myslík zemřel v Pacově dne 3. listopadu 1666, jak si lze přečíst i na jeho latinsky psaném pacovském náhrobku. Jeho vdova, Johana Eusebie Barbora ze Žďáru, se roku 1669 znovu provdala za hraběte Karla Leopolda z Caretto-Millesima (1626–1689), úspěšně hospodařila, rozmnožovala své jmění a ještě ve vyšším věku porodila čtyři přeživší potomky. Zemřela až 1. března 1709 v Praze, kde byla zřejmě i pochována. Pacovskému panství vládla pak až do roku 1708, kdy ho dle přání prvního manžela, předala pražským karmelitánům. Ti si na místě někdejšího Myslíkova zámku vystavěli rozlehlý Pacovský klášter s kostelem svatého Václava. Karmelitáni drželi panství Pacov až do reforem Josefa II., kdy byl jejich klášter zrušen.